# ایمن بن محمد

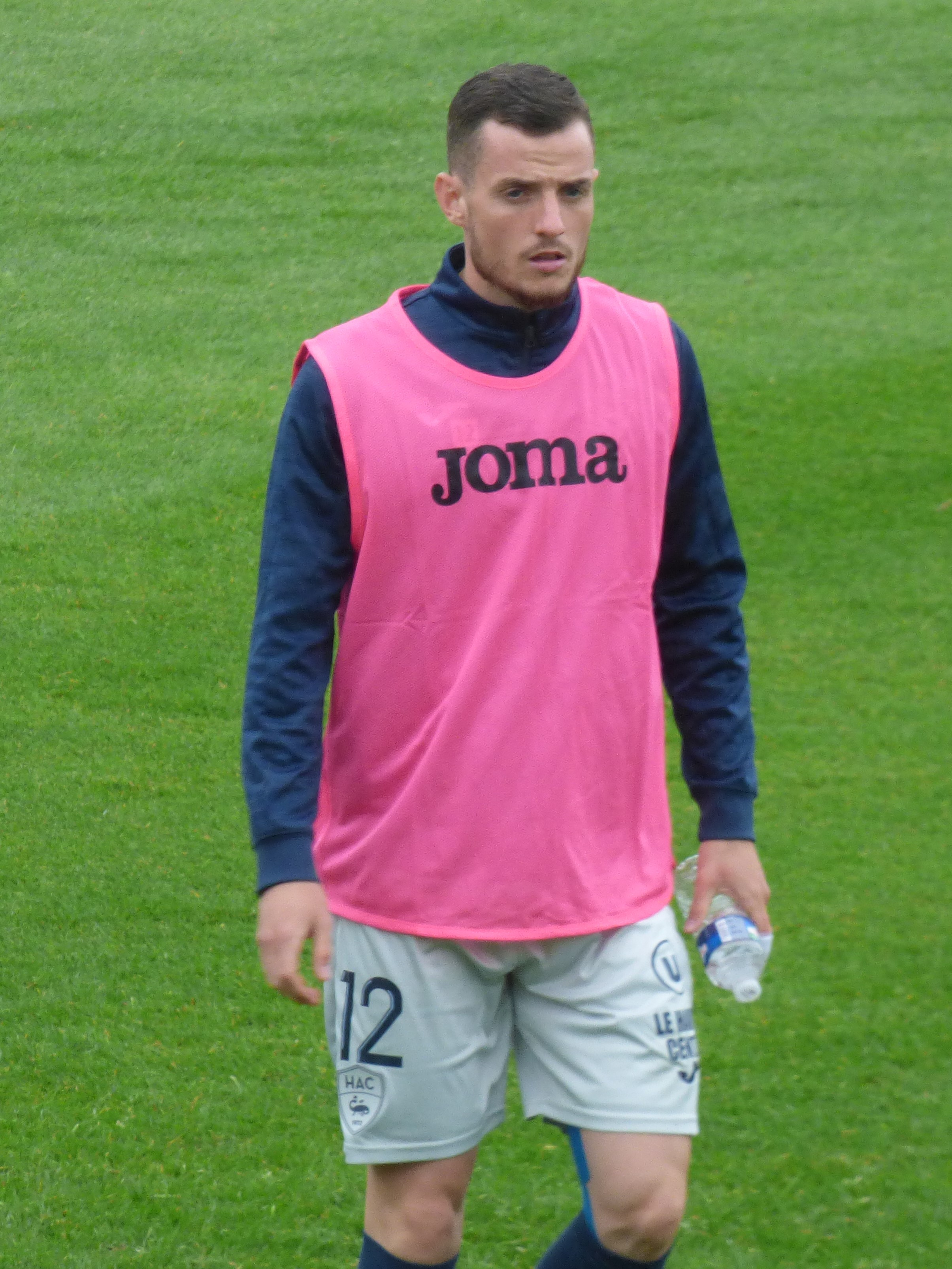
ایمن بن محمد در سال ۲۰۲۰

ایمن بن محمد (انگلیسی: Ayman Ben Mohamed؛ زادهٔ ۸ دسامبر ۱۹۹۴) بازیکن فوتبال اهل تونس است که به عنوان مدافع چپ برای تیم گنگام بازی می‌کند.
از باشگاه‌هایی که در آن بازی کرده‌است می‌توان به باشگاه فوتبال بوهمیان اشاره کرد.
وی همچنین در تیم ملی فوتبال تونس بازی کرده‌است.